# San Miguel Zinacantepec
San Miguel Zinacantepec es una de las poblaciones que conforman el área conurbada de la ciudad mexicana de Toluca. Su población aproximada para el año 2020, según datos del INEGI, era de 32,738 habitantes.

## Toponimia
San Miguel Zinacantepec es el nombre oficial de la cabecera municipal, proviene del topónimo náhuatl de origen prehispánico Tzinacantepec, que significa Lugar en el cerro de los murciélagos, que deriva de tzinacantli murciélago, tepetl cerro y -co, que denota un lugar. 
El patrónimo se obtenido con la llegada y establecimiento de los europeos. Durante la fundación de la parroquia por parte de los franciscanos, la localidad fue encomendada al santo patrón, San Miguel Arcángel.

## Geografía
San Miguel Zinacantepec está a 2749 metros de altitud.

## Economía
La economía de Zinacantepec es muy variada, aunque tiene mayor auge el comercio. Sus principales actividades económicas son la agricultura y el comercio. 

### Turismo
El pueblo de San Miguel Zinacantepec fue declarado por el gobierno del Estado de México como Pueblo con encanto en octubre de 2015, lo cual es una primera etapa para iniciar la implementación de infraestructura turística, rescate y difusión de las costumbres y tradiciones, así como la recuperación de fachadas en pueblos pintorescos con edificios emblemáticos y paisajes naturales.

## Demografía
La mayor parte de la población vive en la cabecera municipal o a lo largo de la avenida Adolfo López Mateos que conecta con el centro de la ciudad de Toluca.
La población de la localidad está conformada en un 51.74% por mujeres y 48.26% por hombres.
En Zinacantepec se asientan mayoritariamente inmigrantes procedentes de regiones ricas del sur del estado y de otros estados como Guerrero y Michoacán, ya que Toluca esta ya sobrepoblada y Metepec es de uso residencial para las clases medias-altas.